# Vaccinium parvifolium
Vaccinium parvifolium (чорниця дрібнолиста) — вид кущових рослин з родини Вересові (Ericaceae), поширений уздовж тихоокеанського узбережжя США й Канади. Етимологія: лат. parvus — «дрібний», лат. i — сполучна голосна, лат. folius — «листя».

## Опис
Листопадний кущ 1–7 м, гілки поточного сезону зелені, голі або трохи запушені. Листові пластини темно-зелені, від яйцеподібної до довгасто-еліптичної форми, 13–25 × 8–14 мм, краї цілі; знизу запушені або голі, зверху голі. Квіти: чашечка блідо-зелена, листочки чашечки розкидані, широко яйцюваті, 0.4–0.6 мм, голі; віночок рожевий, бронзовий або жовтувато-зелений, від кулястої до глекоподібної форми, 4–6 × 3–5 мм, тонкий, тьмяний. Ягоди червоні, іноді слабко тьмяні, напівпрозорі, діаметром 7–10 мм. Насіння ≈1 мм. 2n = 24.

## Поширення
Зростає у північно-західній частині Північної Америки (Аляска, Британська Колумбія, Вашингтон, Орегон, Каліфорнія).
Населяє хвойні ліси (нерідко росте на пнях і колодах), порушені ділянки; 0–1100 м.

## Використання
Корінні народи Північної Америки використовували яскраво-червоні, кислі ягоди широко для їжі упродовж усього року. Свіжі ягоди їли у великій кількості, або використовували для принади риби через незначну схожість з яєць лосося. Ягоди також сушили для подальшого використання. Кору або листя рослини варили за гіркий холодний засіб, виготовлений як чай. Гілки використовувалися як віники. 
Ягоди можна їсти свіжими, сушеними або приготованими як чай або желе.

## Галерея

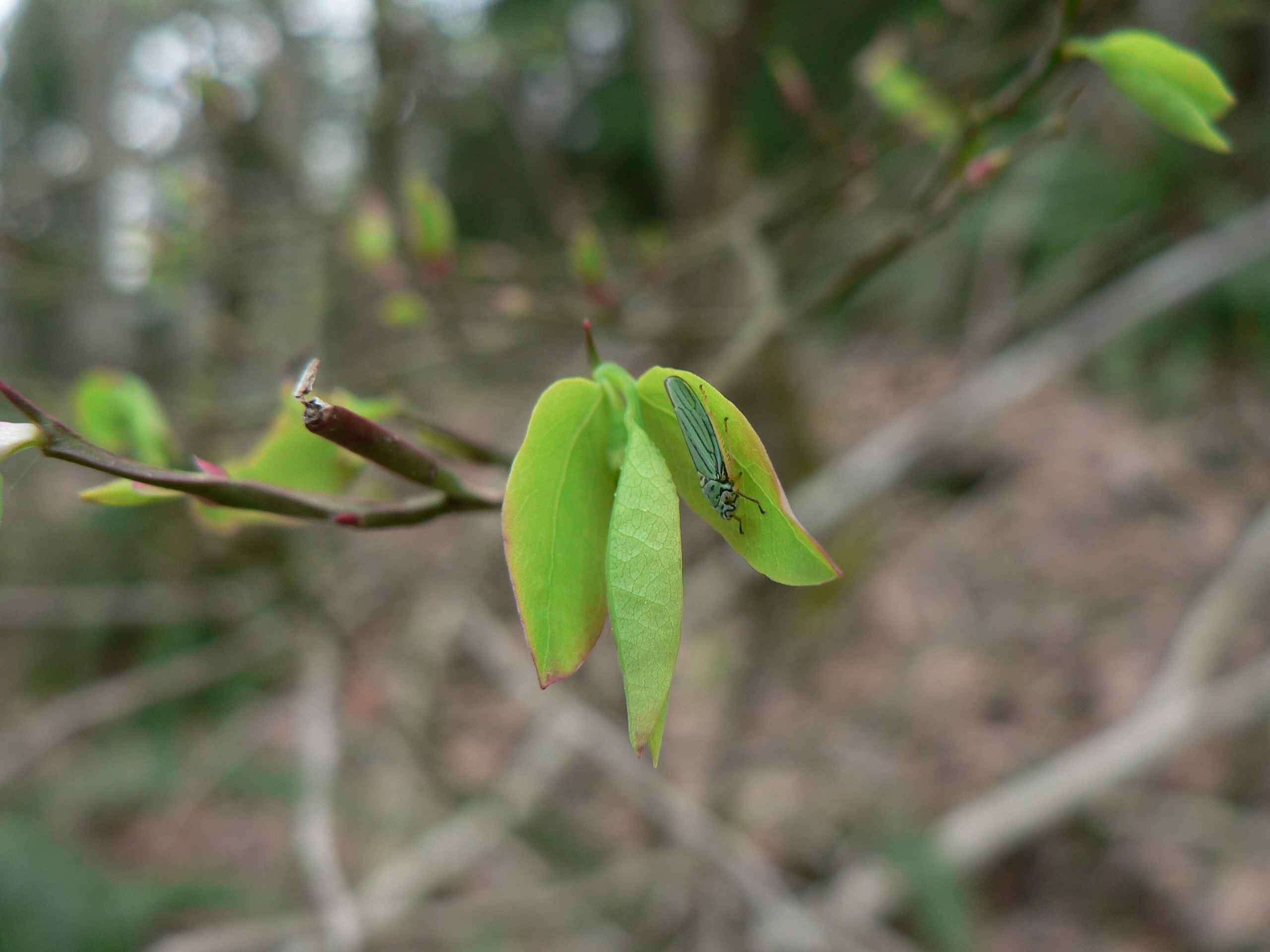
листя
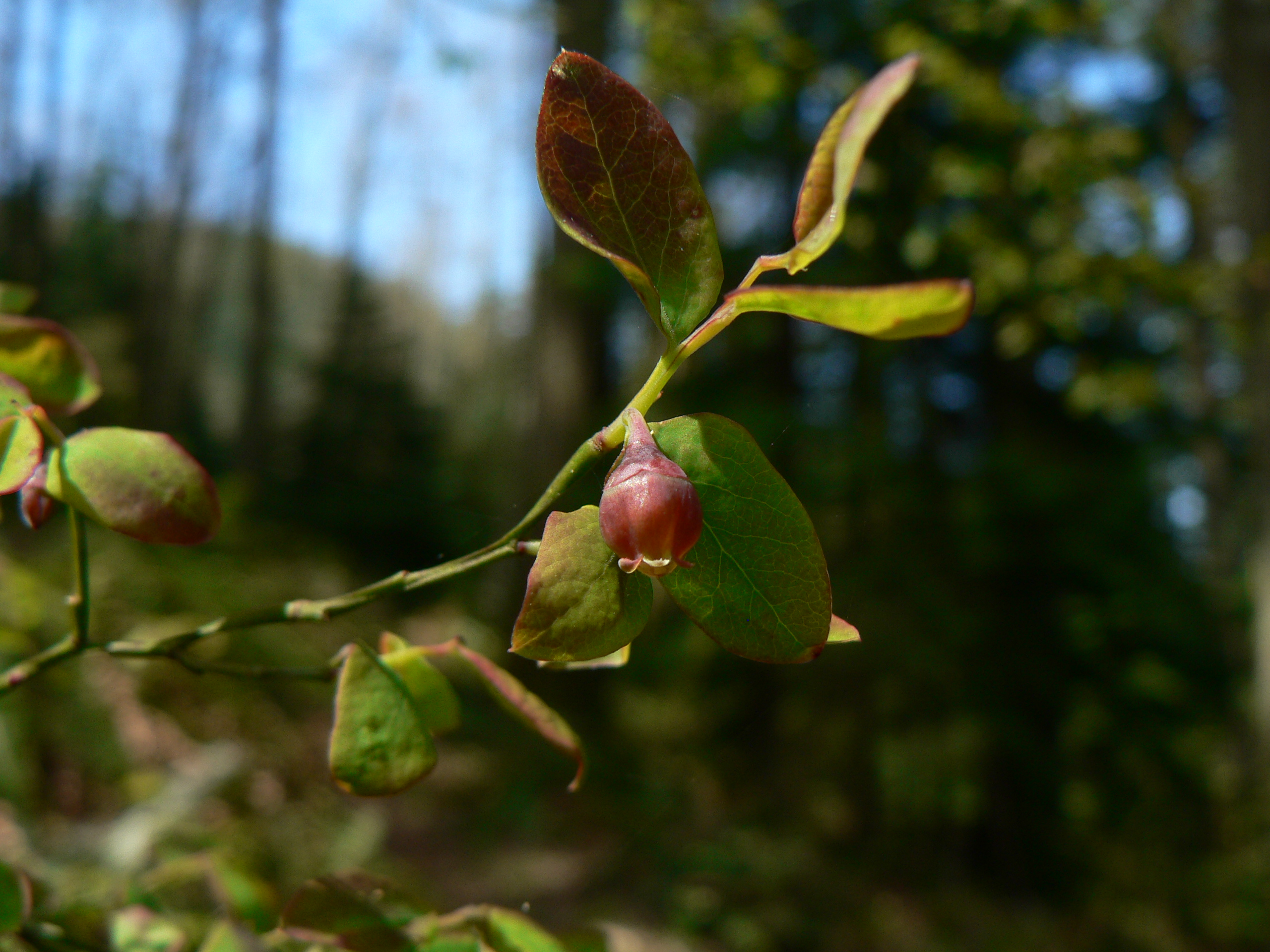
квітка
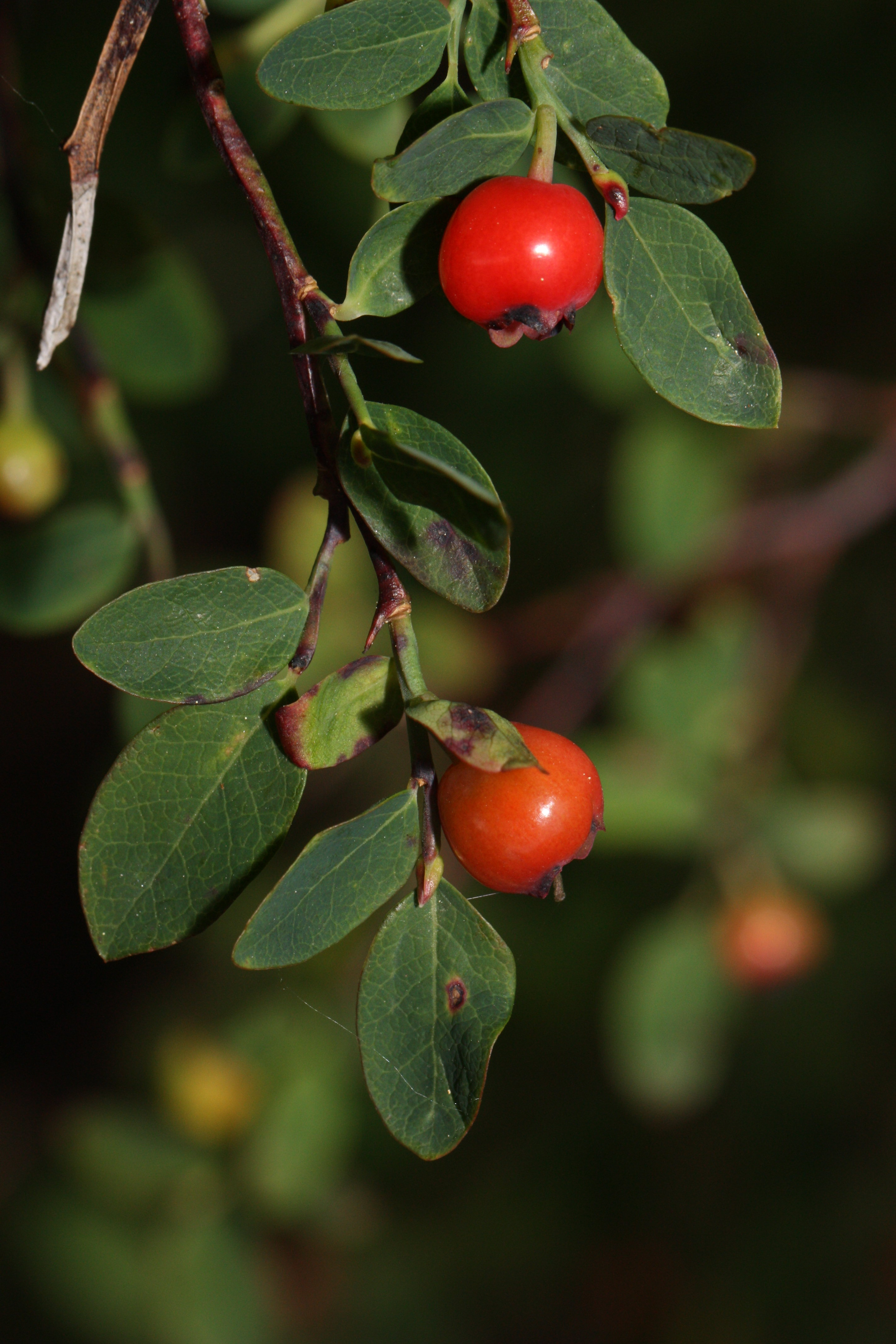
плоди